# NGC 4843
NGC 4843 (другие обозначения — MCG 0-33-24, ZWG 15.48, PGC 44388) — галактика в созвездии Дева.
Этот объект входит в число перечисленных в оригинальной редакции «Нового общего каталога».